# Temporada 1998-99 de los Orlando Magic
La temporada 1998-99 fue la décima de los Orlando Magic en la NBA. La temporada regular acabó con 33 victorias y 17 derrotas, ocupando el tercer puesto de la conferencia Este, clasificándose para los playoffs, en los que cayó en primera ronda ante Philadelphia 76ers. Debido a un cierre patronal, la temporada regular comenzó el 5 de febrero de 1999 y se redujo de 82 partidos a 50.

## Elecciones en elDraft
| Ronda | Puesto | Jugador        | Posición  | Nacionalidad   | Universidad  |
| ----- | ------ | -------------- | --------- | -------------- | ------------ |
| 1     | 12     | Michael Doleac | Pívot     | Estados Unidos | Utah         |
| 1     | 13     | Keon Clark     | Ala-Pívot | Estados Unidos | UNLV         |
| 1     | 15     | Matt Harpring  | Alero     | Estados Unidos | Georgia Tech |
| 2     | 42     | Miles Simon    | Escolta   | Estados Unidos | Arizona      |

## Temporada regular
| División Atlántico   | División Atlántico | División Atlántico | División Atlántico | División Atlántico | División Atlántico | División Atlántico | División Atlántico | División Atlántico |
| Equipo               | G                  | P                  | %                  | PD                 | Casa               | Fuera              | Div                |                    |
| -------------------- | ------------------ | ------------------ | ------------------ | ------------------ | ------------------ | ------------------ | ------------------ | ------------------ |
| c-Miami Heat         | 33                 | 17                 | .660               | –                  | 18-7               | 15–10              | 12-8               |                    |
| x-Orlando Magic      | 33                 | 17                 | .660               | –                  | 21–4               | 12–13              | 12-6               |                    |
| x-Philadelphia 76ers | 28                 | 22                 | .560               | 5                  | 17–8               | 11–14              | 9–10               |                    |
| x-New York Knicks    | 27                 | 23                 | .540               | 6                  | 19-6               | 8–17               | 12–8               |                    |
| Boston Celtics       | 19                 | 31                 | .380               | 14                 | 10–15              | 9–16               | 10–9               |                    |
| Washington Wizards   | 18                 | 32                 | .360               | 15                 | 13–12              | 5–20               | 6–13               |                    |
| New Jersey Nets      | 16                 | 34                 | .320               | 17                 | 12–13              | 4–21               | 6–13               |                    |

## Playoffs

### Primera ronda
Orlando Magic vs. Philadelphia 76ers
| Fecha      | Partido                                  | Ciudad     |
| ---------- | ---------------------------------------- | ---------- |
| 9 de mayo  | Orlando Magic 90, Philadelphia 76ers 104 | Orlando    |
| 11 de mayo | Orlando Magic 79, Philadelphia 76ers 68  | Orlando    |
| 13 de mayo | Philadelphia 76ers 97, Orlando Magic 85  | Filadelfia |
| 15 de mayo | Philadelphia 76ers 101, Orlando Magic 91 | Filadelfia |
|            | Philadelphia 76ers gana las series 3-1   |            |

## Estadísticas

### Temporada regular
| Rk | Jugador           | Edad | Pos. | P  | PT | MP   | TC  | TCI  | %TC  | T3  | T3I | %T3  | TL  | TLI | %TL   | RO  | RD  | RT  | AS  | RB  | TAP | BP  | FP  | PTS  |
| -- | ----------------- | ---- | ---- | -- | -- | ---- | --- | ---- | ---- | --- | --- | ---- | --- | --- | ----- | --- | --- | --- | --- | --- | --- | --- | --- | ---- |
| 1  | Anfernee Hardaway | 27   | SG   | 50 | 50 | 38.9 | 6.0 | 14.3 | .420 | 0.8 | 2.8 | .286 | 3.0 | 4.2 | .706  | 1.5 | 4.2 | 5.7 | 5.3 | 2.2 | 0.5 | 3.0 | 2.2 | 15.8 |
| 2  | Nick Anderson     | 31   | SF   | 47 | 39 | 33.6 | 5.4 | 13.6 | .395 | 2.0 | 5.9 | .347 | 2.1 | 3.4 | .611  | 1.1 | 4.8 | 5.9 | 1.9 | 1.4 | 0.3 | 1.8 | 1.5 | 14.9 |
| 3  | Horace Grant      | 33   | PF   | 50 | 50 | 33.2 | 4.0 | 9.1  | .434 | 0.0 | 0.0 | .000 | 0.9 | 1.4 | .671  | 2.3 | 4.7 | 7.0 | 1.8 | 0.9 | 1.2 | 0.9 | 2.0 | 8.9  |
| 4  | Darrell Armstrong | 30   | PG   | 50 | 15 | 30.0 | 4.6 | 10.4 | .441 | 1.4 | 3.8 | .365 | 3.2 | 3.6 | .904  | 1.1 | 2.5 | 3.6 | 6.7 | 2.2 | 0.1 | 3.2 | 1.8 | 13.8 |
| 5  | Bo Outlaw         | 27   | PF   | 31 | 22 | 27.5 | 2.7 | 5.0  | .545 | 0.0 | 0.1 | .000 | 1.1 | 2.6 | .432  | 1.7 | 3.6 | 5.4 | 1.8 | 1.3 | 1.4 | 1.9 | 2.5 | 6.5  |
| 6  | Isaac Austin      | 29   | C    | 49 | 49 | 25.7 | 3.8 | 9.2  | .408 | 0.0 | 0.1 | .286 | 2.1 | 3.2 | .669  | 1.7 | 3.1 | 4.8 | 1.8 | 1.0 | 0.7 | 2.3 | 2.6 | 9.7  |
| 7  | Matt Harpring     | 22   | SF   | 50 | 22 | 22.3 | 3.0 | 6.4  | .463 | 0.2 | 0.5 | .400 | 2.0 | 2.9 | .713  | 1.8 | 2.5 | 4.3 | 0.9 | 0.6 | 0.1 | 1.5 | 2.2 | 8.2  |
| 8  | Michael Doleac    | 21   | C    | 49 | 0  | 15.9 | 2.6 | 5.4  | .468 | 0.0 | 0.0 |      | 1.1 | 1.6 | .675  | 1.3 | 1.7 | 3.0 | 0.4 | 0.4 | 0.3 | 0.5 | 2.4 | 6.2  |
| 9  | Derek Strong      | 30   | PF   | 44 | 0  | 15.8 | 1.7 | 4.1  | .422 | 0.0 | 0.0 | .000 | 1.6 | 2.3 | .717  | 1.5 | 2.2 | 3.7 | 0.4 | 0.3 | 0.2 | 0.8 | 1.5 | 5.1  |
| 10 | Gerald Wilkins    | 35   | SG   | 3  | 0  | 9.3  | 0.0 | 3.0  | .000 | 0.0 | 0.0 |      | 0.7 | 0.7 | 1.000 | 0.0 | 0.3 | 0.3 | 0.3 | 0.0 | 0.0 | 1.0 | 1.0 | 0.7  |
| 11 | Dominique Wilkins | 39   | SF   | 27 | 2  | 9.3  | 1.9 | 4.9  | .379 | 0.2 | 0.7 | .263 | 1.1 | 1.6 | .690  | 1.1 | 1.5 | 2.6 | 0.6 | 0.1 | 0.0 | 0.9 | 0.7 | 5.0  |
| 12 | B.J. Armstrong    | 31   | PG   | 22 | 0  | 8.2  | 0.9 | 2.0  | .422 | 0.0 | 0.3 | .143 | 0.4 | 0.5 | .818  | 0.0 | 1.0 | 1.0 | 1.5 | 0.4 | 0.0 | 0.7 | 0.7 | 2.2  |
| 13 | Danny Schayes     | 39   | C    | 19 | 1  | 7.5  | 0.6 | 1.5  | .379 | 0.0 | 0.0 |      | 0.3 | 0.4 | .750  | 0.2 | 0.6 | 0.7 | 0.2 | 0.1 | 0.1 | 0.4 | 1.2 | 1.5  |
| 14 | Doug Overton      | 29   | PG   | 6  | 0  | 5.5  | 1.0 | 2.0  | .500 | 0.0 | 0.3 | .000 | 1.0 | 1.0 | 1.000 | 0.2 | 0.2 | 0.3 | 0.5 | 0.2 | 0.0 | 0.5 | 0.3 | 3.0  |
| 15 | Jonathan Kerner   | 24   | C    | 1  | 0  | 5.0  | 0.0 | 1.0  | .000 | 0.0 | 0.0 |      | 0.0 | 0.0 |       | 0.0 | 0.0 | 0.0 | 0.0 | 0.0 | 0.0 | 0.0 | 2.0 | 0.0  |
| 16 | Kevin Ollie       | 26   | PG   | 1  | 0  | 4.0  | 0.0 | 1.0  | .000 | 0.0 | 0.0 |      | 1.0 | 2.0 | .500  | 0.0 | 1.0 | 1.0 | 0.0 | 0.0 | 0.0 | 0.0 | 1.0 | 1.0  |
| 17 | Miles Simon       | 23   | SG   | 5  | 0  | 3.8  | 0.2 | 1.0  | .200 | 0.0 | 0.4 | .000 | 0.0 | 0.0 |       | 0.2 | 0.2 | 0.4 | 0.0 | 0.2 | 0.0 | 0.6 | 0.2 | 0.4  |

### Playoffs
| Rk | Jugador           | Edad | Pos. | P | PT | MP   | TC  | TCI  | %TC  | T3  | T3I  | %T3  | TL  | TLI | %TL   | RO  | RD  | RT  | AS  | RB  | TAP | BP  | FP  | PTS  |
| -- | ----------------- | ---- | ---- | - | -- | ---- | --- | ---- | ---- | --- | ---- | ---- | --- | --- | ----- | --- | --- | --- | --- | --- | --- | --- | --- | ---- |
| 1  | Anfernee Hardaway | 27   | SG   | 4 | 4  | 41.8 | 5.0 | 14.3 | .351 | 1.5 | 3.3  | .462 | 7.5 | 9.8 | .769  | 2.3 | 2.8 | 5.0 | 5.5 | 2.3 | 0.3 | 3.0 | 3.3 | 19.0 |
| 2  | Darrell Armstrong | 30   | PG   | 4 | 4  | 40.8 | 4.3 | 11.5 | .370 | 2.3 | 6.0  | .375 | 4.0 | 4.0 | 1.000 | 1.5 | 3.5 | 5.0 | 6.3 | 2.3 | 0.0 | 6.3 | 4.0 | 14.8 |
| 3  | Nick Anderson     | 31   | SF   | 4 | 4  | 38.0 | 7.3 | 19.8 | .367 | 2.8 | 10.5 | .262 | 3.5 | 4.8 | .737  | 1.8 | 5.0 | 6.8 | 2.3 | 2.3 | 0.0 | 2.5 | 3.0 | 20.8 |
| 4  | Horace Grant      | 33   | PF   | 4 | 4  | 32.0 | 2.8 | 7.5  | .367 | 0.0 | 0.0  |      | 1.3 | 2.0 | .625  | 3.5 | 3.5 | 7.0 | 1.3 | 0.5 | 0.5 | 0.5 | 3.0 | 6.8  |
| 5  | Isaac Austin      | 29   | C    | 4 | 4  | 28.0 | 2.3 | 5.8  | .391 | 0.0 | 0.5  | .000 | 2.0 | 3.0 | .667  | 1.8 | 2.3 | 4.0 | 2.0 | 1.0 | 0.8 | 2.0 | 3.5 | 6.5  |
| 6  | Bo Outlaw         | 27   | PF   | 4 | 0  | 20.8 | 1.5 | 2.5  | .600 | 0.0 | 0.0  |      | 1.5 | 3.3 | .462  | 0.8 | 3.0 | 3.8 | 0.5 | 0.3 | 2.0 | 1.5 | 2.3 | 4.5  |
| 7  | Matt Harpring     | 22   | SF   | 4 | 0  | 20.5 | 3.0 | 6.5  | .462 | 0.3 | 1.3  | .200 | 2.0 | 2.8 | .727  | 1.8 | 3.3 | 5.0 | 1.8 | 0.3 | 0.0 | 1.3 | 2.3 | 8.3  |
| 8  | Derek Strong      | 30   | PF   | 1 | 0  | 16.0 | 1.0 | 2.0  | .500 | 0.0 | 0.0  |      | 2.0 | 2.0 | 1.000 | 0.0 | 0.0 | 0.0 | 0.0 | 1.0 | 0.0 | 1.0 | 2.0 | 4.0  |
| 9  | Michael Doleac    | 21   | C    | 4 | 0  | 10.8 | 1.3 | 4.5  | .278 | 0.0 | 0.3  | .000 | 1.8 | 2.3 | .778  | 1.3 | 1.8 | 3.0 | 0.0 | 0.0 | 0.3 | 0.8 | 1.5 | 4.3  |
| 10 | Danny Schayes     | 39   | C    | 1 | 0  | 8.0  | 0.0 | 1.0  | .000 | 0.0 | 0.0  |      | 0.0 | 0.0 |       | 0.0 | 0.0 | 0.0 | 0.0 | 0.0 | 0.0 | 0.0 | 0.0 | 0.0  |
| 11 | Dominique Wilkins | 39   | SF   | 1 | 0  | 3.0  | 1.0 | 2.0  | .500 | 0.0 | 0.0  |      | 0.0 | 0.0 |       | 0.0 | 0.0 | 0.0 | 0.0 | 0.0 | 0.0 | 0.0 | 0.0 | 2.0  |
| 12 | B.J. Armstrong    | 31   | PG   | 2 | 0  | 1.5  | 0.0 | 0.5  | .000 | 0.0 | 0.0  |      | 0.0 | 0.0 |       | 0.0 | 0.0 | 0.0 | 0.5 | 0.0 | 0.0 | 0.5 | 0.5 | 0.0  |